# Челядино
Челядино — деревня в Торжокском районе Тверской области России. Входит в состав Яконовского сельского поселения.О возникновении деревни Челядино:
Немного добавлю истории:
В 1669 году деревня Челядино при селе Арпачёво была пожалована Борису Пименову Львову, а в 1683 году сыну его Семёну. В 1782 году деревня у коллежского асессора Петра Петровича Львова (11 мужских и 11 женских душ), брата его Николая Петровича Львова (10 мужских и 14 женских душ) и их племянника - архитектора Николая Александровича Львова (10 мужских и 11 женских душ). В 1811 году Челядино у детей Николая Петровича Львова - Петра, Александра, Василия и Ольги (9 душ), у Леонида Николаевича Львова (20 душ), у статского советника Фёдора Петровича Львова (11 душ мужских).
Своё название деревня берёт от слова "челядь", то есть прислужникитак, как до революции относилась к барщине Львовых.
Первый колхоз образовался здесь в 30-е годы. В него входили две деревни Челядино и Осипово. Назывался колхоз - "Заря" и руководил им уроженец деревни Челядино - Краснопёров Иван Ефимович. Ещё до войны в деревне была построена школа. Первые учителя, Воронова Надежда Ивановна, Новикова Екатерина Павловна, Бредкина Мария Сергеевна старались, чтобы в школе всегда было тепло и уютно. После войны преподавали здесь: Львова Зоя Петровна и Журавлёв Пётр Иванович. Неподалёку от школы находился дом, где проживали учителя. В деревне был свой клуб, изба-читальня, которыми заведовал Тереньев Валентин Владимирович. Деревня была большая, более 50-ти домов. Окрестные земли назывались так: Подсопки, Попов лог, Сажено, Озерки, Журавки, Льшово. Очень весело было в деревне во время праздников. Широко отмечались: Троица, Успенье, Рождество Христово. На окраине деревни находилась небольшая часовня, неподалёку от которой били чистые источники.
Во время Великой Отечественной войны в деревне почти не осталось мужчин. Землю обрабатывали на коровах и быках. В Челядино была крупная животноводческая ферма, свиноферма. Молоко сдавалось на Никольский молокозавод. Транспорта было очень мало, дл города люди добирались пешком.
Не вернулось с фронта в родную деревню 21 человек: Артамонов В.А., Воронов А.А., Воронов С.И., Воронов В.П., Виноградов П.С., Дормидонтов И.А., Краснопёров И.Е., Михайлов П.А., Петров В.А., Смирнов А.И., Чумаков А.П., Ильин А.В., Самодуров В.Н., Кудрявцев С.В., Кудрявцев В.С., Тереньев И.С., Тереньев А.С., Тереньев В.С., Тереньев А.В., Фадеев П.А., Чумаков М.П.,
После войны приехал в деревню Иван Иванович Иванов, и, несмотря на свои тяжёлые ранения, сразу стал работать в колхозе кузнецом. Он подковывал самых строптивых лошадей, потому что очень хорошо изучил характер этих животных, служа командиром конной разведки.
После объединения колхозов, первым председателем была Виноградова Анна Владимировна, затем - Николай Дмитриевич Суязов. При нём выстроили много новых домов, в деревни провели электричество. В наши дни в деревне Челядино проживают в основном пенсионеры.
Выписка из справочника "XLIII. Тверская губерния. Список населенных мест по сведениям 1859 года".
| №    | Название | Тип         | Положение   | Уезд / Стан           | Местность                                                                                | От уезд. города | От станов. кварт. | Дворов | Мужчин | Женщин |
| ---- | -------- | ----------- | ----------- | --------------------- | ---------------------------------------------------------------------------------------- | --------------- | ----------------- | ------ | ------ | ------ |
| 8238 | Челядина | деревня вл. | при колодце | Новоторжский уезд / 2 | По правую сторону большой проселочной, Спас-Есиновичской, дороге из Торжка в с. Горницы. | 22              | 17                | 17     | 88     | 100    |

## География
Деревня находится в центральной части Тверской области, в зоне хвойно-широколиственных лесов, в пределах восточной оконечности Валдайской возвышенности, при автодороге 28Н-1713, на расстоянии примерно 20 километров (по прямой) к северо-западу от Торжка, административного центра района. Абсолютная высота — 195 метров над уровнем моря.

### Климат
Климат характеризуется как умеренно континентальный, влажный, с морозной зимой и умеренно тёплым летом. Среднегодовая температура воздуха — 3,9 °C. Средняя температура воздуха самого холодного месяца (января) — −10,2 °C (абсолютный минимум — −48 °C); самого тёплого месяца (июля) — 16,9 °C (абсолютный максимум — 35 °C). Вегетационный период длится около 169 дней. Годовое количество атмосферных осадков составляет около 575—600 мм, из которых большая часть выпадает в тёплый период. Снежный покров держится в течение 135 −140 дней. Среднегодовая скорость ветра варьирует в пределах от 3,1 до 4,1 м/с.

### Часовой пояс
Деревня Челядино, как и вся Тверская область, находится в часовой зоне МСК (московское время). Смещение применяемого времени относительно UTC составляет +3:00.

## Население
| 2010 |
| ---- |
| 34   |

### Национальный состав
Согласно результатам переписи 2002 года, в национальной структуре населения русские составляли 100 % из 33 чел.